# Fuente de la Hispanidad
La Fuente de la Hispanidad (fontaine de l'Hispanité) est une fontaine publique située au nord de la Plaza del Pilar de Saragosse, juste en face de l'église San Juan de los Panetes. Cette fontaine a été réalisée en l'honneur de l'Hispanité à l'occasion des travaux de rénovation de la place en 1991.

## Description
Sa silhouette dessine la carte de l'Amérique latine. Dans la partie supérieure, une strie découpe la carte de la Péninsule du Yucatán et de l'Amérique centrale. Une chute d'eau se jette dans le bassin qui simule la forme de la Péninsule du Yucatán et de la Terre de feu. 

## Source de la traduction
- (es) Cet article est partiellement ou en totalité issu de l’article de Wikipédia en espagnol intitulé « Fuente de la Hispanidad (Zaragoza) » (voir la liste des auteurs).